# Gerald Götting

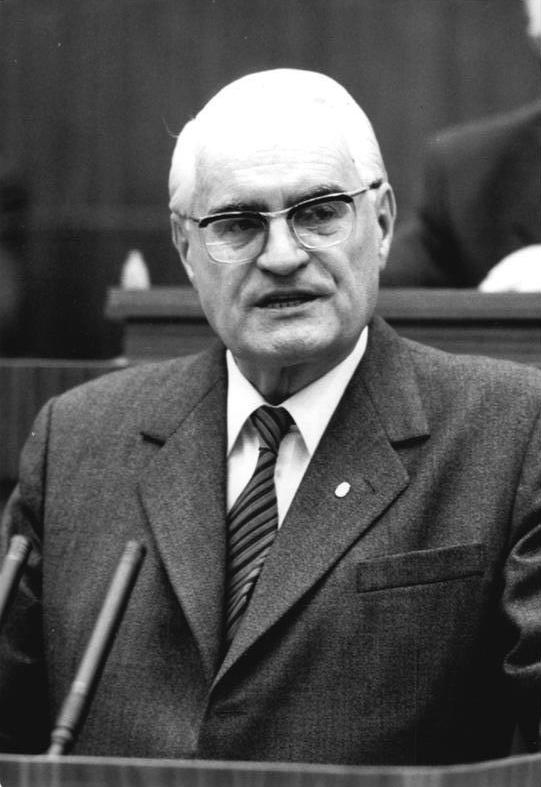
Gerald Götting w 1989

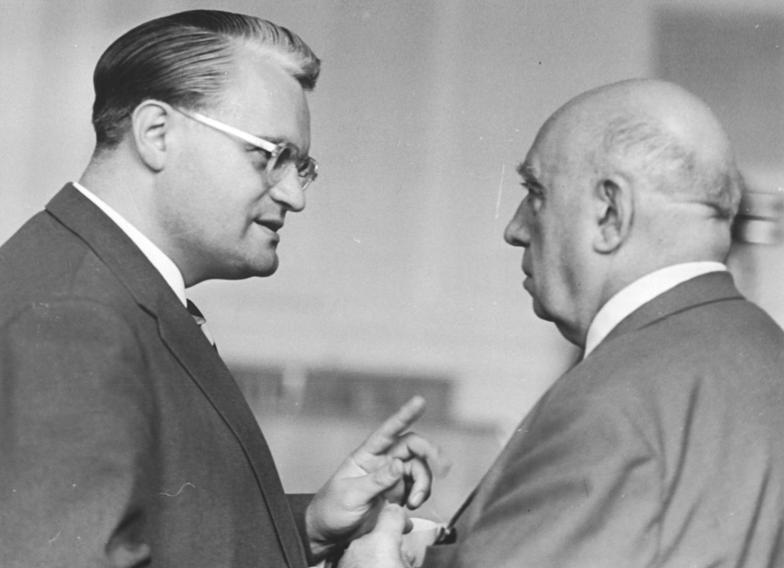
Götting (po lewej) podczas procesu Globkego w 1963

Gerald Götting (ur. 9 czerwca 1923 w Nietleben, zm. 19 maja 2015 w Berlinie) – niemiecki polityk, sekretarz generalny (1949–1966) i przewodniczący (1966–1989) wschodnioniemieckiej CDU, przewodniczący Izby Ludowej NRD w latach 1969–1976.

## Życiorys
Od 1933 do 1944 uczęszczał do łacińskiej szkoły średniej w Halle. W czasie II wojny światowej służył w Reichsarbeitsdienst i w Wehrmachcie, gdzie dosłużył się stopnia obergefreitera. W 1945 dostał się do niewoli amerykańskiej.
W 1946 przystąpił do CDU w radzieckiej strefie okupacyjnej. W latach 1947–1949 studiował filologię, germanistykę i historię na Uniwersytecie im. Marcina Lutra w Halle–Wittenberg. Od 1949 do 1966 pełnił obowiązki sekretarza generalnego CDU jako następca Georga Dertingera. W latach 1966–1989 był przewodniczącym ugrupowania zastępując w tej roli Augusta Bacha.
W 1949 uzyskał nominację na posła Izby Ludowej, w której zasiadał do marca 1990. Do 1958 pełnił obowiązki wiceprzewodniczącego parlamentu, po czym wybrano go marszałkiem Izby Ludowej (do 1976). Po opuszczeniu stanowiska powrócił na urząd wiceprzewodniczącego (do 1989). W latach 1949–1963 przewodniczył Klubowi Poselskiemu CDU, a do 1969 był również szefem Komisji Spraw Zagranicznych. Od 1960 do 1989 był wiceprzewodniczącym Komisji Obrony Narodowej. W tym samym okresie sprawował urząd wiceprzewodniczącego Rady Państwa.
W 1975 stanął na czele Ligi Przyjaźni Między Narodami (niem. Liga für Völkerfreundschaft), która jednoczyła wszystkie krajowe organizacje przyjaźni.
2 listopada 1989 podał się do dymisji ze stanowiska szefa CDU. Pięć dni później odwołano go z Rady Państwa, a w lutym 1991 został wykluczony ze zjednoczonego ogólnoniemieckiego CDU. W lipcu tego roku został skazany przez sąd krajowy w Berlinie na 18 miesięcy więzienia w zawieszeniu za sprzeniewierzenie pieniędzy partyjnych.
W 1961 został odznaczony Orderem Zasługi dla Ojczyzny.

## Publikacje
- Der Christ sagt ja zum Sozialismus, Berlin 1960
- Begegnung mit Albert Schweitzer, Berlin 1961
- Sternstunde Afrikas 1962
- Der Christ beim Aufbau des Sozialismus, Berlin 1963
- Land unter dem Kilimandscharo 1964
- Zu Gast in Lambarene 1964
- Christliche Mitverantwortung im Sozialismus, Berlin 1965
- Christliche Bewährung im Sozialismus 1967
- Reformation und Revolution 1967
- Albert Schweitzer, Pionier der Menschlichkeit 1970
- (wraz z Paulem Vernerem), Christen und Marxisten in gemeinsamer Verantwortung 1974
- Roter Oktober, Berlin 1977
- Christliche Demokraten in schöpferischer Mitarbeit für das Wohl des Volkes, Berlin 1982
- Beitrag christlicher Demokraten zu Gegenwart und Zukunft, Berlin 1997
- Christliche Demokraten auf dem Weg in die 90er Jahre, Berlin 1988
- Prediger für eine gerechte Welt, Berlin 1989